# Fredag hela veckan
Fredag hela veckan var ett humorprogram lett av David Hellenius och Peter Magnusson.  Tidigare var även Christine Meltzer programledare för programmet. Programmet spelades in inför livepublik och sändes premiär i TV4 mellan 5 oktober 2007 och 12 december 2008.
Avsnitten sänds i två delar, avbrutet av TV4-nyheterna och Idol 2008. Programmet i sig sänds under den timmen som Idol-rösterna räknas. Programmet består framför allt av sketcher där deltagarna imiterar kändisar. Det har funnits ett antal andra karaktärer, framför allt "Stekarn".

## Deltagare

### Manusförfattare
Säsong 1, 2007: Andreas Tottie, Peter Magnusson, Stefan Wiik, Johan Hedberg II, Staffan Lindberg, Jon Holmberg.
Säsong 2, 2008: Andreas Tottie, Fred Forsell, André Wickström, Josef Sterzenbach, Stefan Wiik, Benjamin Thuresson, Gustaf Skördeman.

### Musikartister
Säsong 1, 2007: 
5 oktober: Craig David (England)
12 oktober: BWO (Bodies Without Organs)
19 oktober: CirKus inkl. (Neneh Cherry) (England)
26 oktober: Katie Melua (England)
1 november: Peter Jöback
8 november: Dogge Doggelito
15 november: Martin Stenmarck
22 november: Westlife (Irland)
29 november: The Temptations med originalledsångare Richard Street (sångare) (USA)
7 december: Josh Groban (USA)
Säsong 2, 2008: 
September, Danny Saucedo, Eric Gadd, Timbuktu, The Soundtrack Of Our Lives, Petter med Kihlen, Backyard Babies, Bo Kaspers Orkester, Adam Tensta med Ebo.

### Gästkomiker
Säsong 1, 2007: Gudrun Schyman, Markoolio, Martin Timell, Nanne Grönvall, Paolo Roberto, Rafael Edholm, Bert Karlsson, Westlife, Peter Jöback, Martin Stenmarck.
Säsong 2, 2008: Peter Settman, Felix Herngren m.fl.

### Fotnoter
1. ↑  ”TV4 2007-10-05”. Svensk mediedatabas. 5 oktober 2007. https://smdb.kb.se/catalog/id/002122736. Läst 24 februari 2019.
2. ↑  ”TV4 2008-12-12”. Svensk mediedatabas. 12 december 2008. https://smdb.kb.se/catalog/id/002557700. Läst 24 februari 2019.